# Satyrus striata
Satyrus striata är en fjärilsart som beskrevs av Ramon Agenjo Cecilia 1963. Satyrus striata ingår i släktet Satyrus och familjen praktfjärilar. Inga underarter finns listade.